# Cannes
Cannes (wymowaⓘ, kan; oksyt. Canas) – miejscowość i gmina we Francji, w regionie Prowansja-Alpy-Lazurowe Wybrzeże, w departamencie Alpy Nadmorskie na Lazurowym Wybrzeżu. Obecnie miasto znane jest na całym świecie dzięki międzynarodowemu festiwalowi filmowemu i turystyce.

## Historia i ludność
Od czasów średniowiecza aż do początku XIX wieku Cannes było małą rolniczą i rybacką osadą. W latach 30. XIX wieku zostało odkryte przez francuską i zagraniczną arystokrację, która zbudowała tutaj swoje rezydencje. Szczególne zasługi dla rozwoju tego miasta oddał brytyjski polityk Lord Henry Peter Brougham (1778–1868).
Według danych na rok 1990 gminę zamieszkiwało 68 676 osób, a gęstość zaludnienia wynosiła 3500 osób/km² (wśród 963 gmin regionu Prowansja-Alpy-W. Lazurowe Cannes plasuje się na 7. miejscu pod względem liczby ludności, natomiast pod względem powierzchni na miejscu 500.).
W pobliżu, między Cannes a Niceą, powstał park technologiczny Sophia-Antipolis.
Główną promenadę miasta wyznacza bulwar La Croisette, wzdłuż którego ciągną się jedne z najdroższych hoteli w mieście. Najchętniej odwiedzany przez gwiazdy filmowe jest słynny hotel Carlton – InterContinental. Przy bulwarze znajdują się słynne, piaszczyste plaże – zarówno hotelowe, jak i bezpłatne plaże miejskie.
W Cannes znajduje się kilkanaście murali o tematyce filmowej.
W Musée Castre zgromadzone są zbiory sztuki antycznej. W mieście znajdują się: kościół Notre-Dame de l’Espérance oraz zabytkowa wieża „Suquet” z XI–XIV wieku.

## Miasto w kulturze
Cannes zostało uwiecznione w słynnym filmie Złodziej w hotelu (To Catch a Thief) nakręconym w 1955 roku. Jest to pierwszy kolorowy, panoramiczny film o wysokiej rozdzielczości (VistaVision) nakręcony na Lazurowym Wybrzeżu, uznawanym za najważniejszy region turystyczny Francji.

## Miasta partnerskie
- Acapulco, Meksyk
- Beverly Hills, USA
- Madryt, Hiszpania
- Québec, Kanada
- Saanen, Szwajcaria
- Sanya, Chiny
- Shizuoka, Japonia

## Galeria

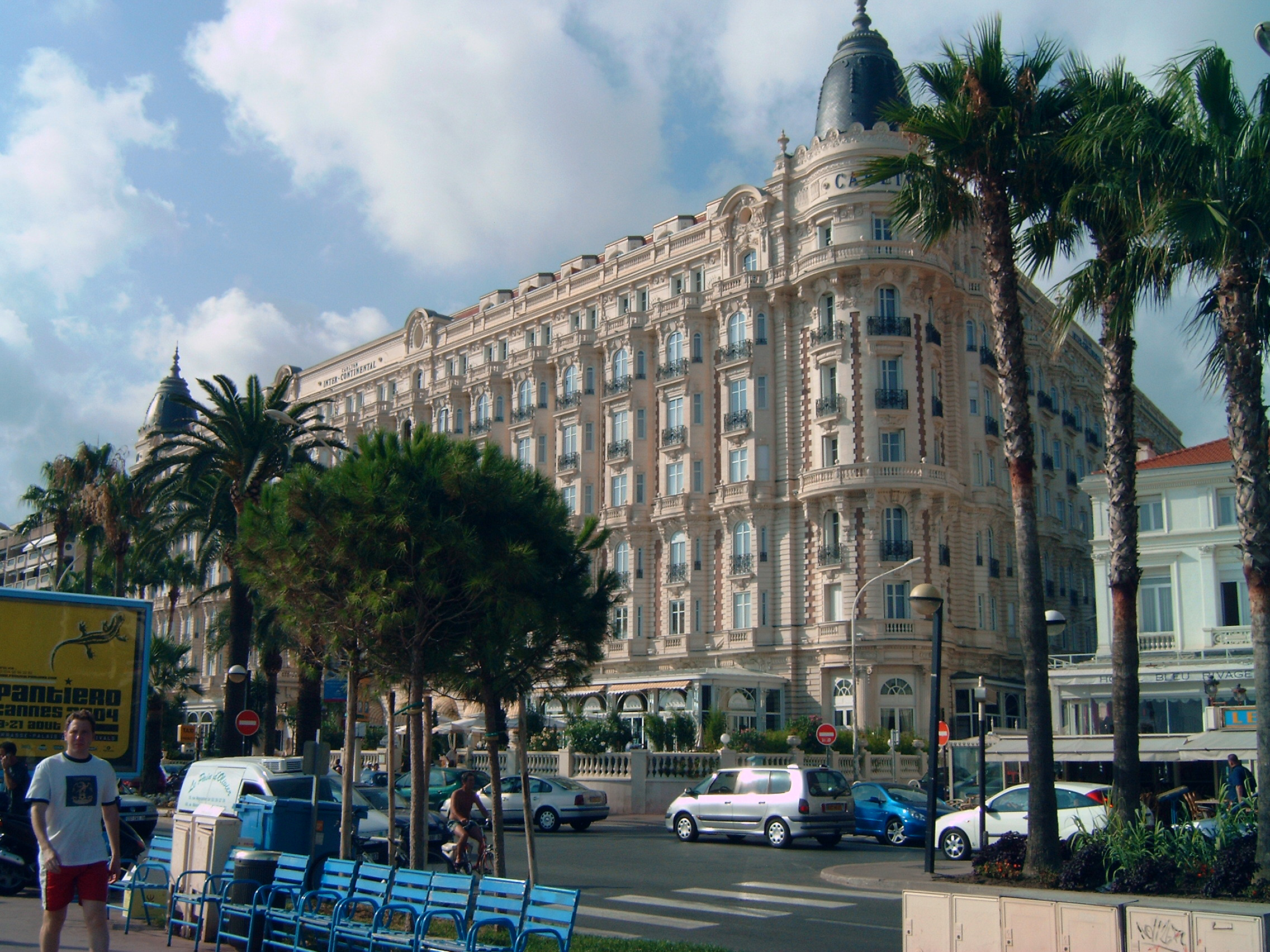
Hotel Carlton-InterContinental
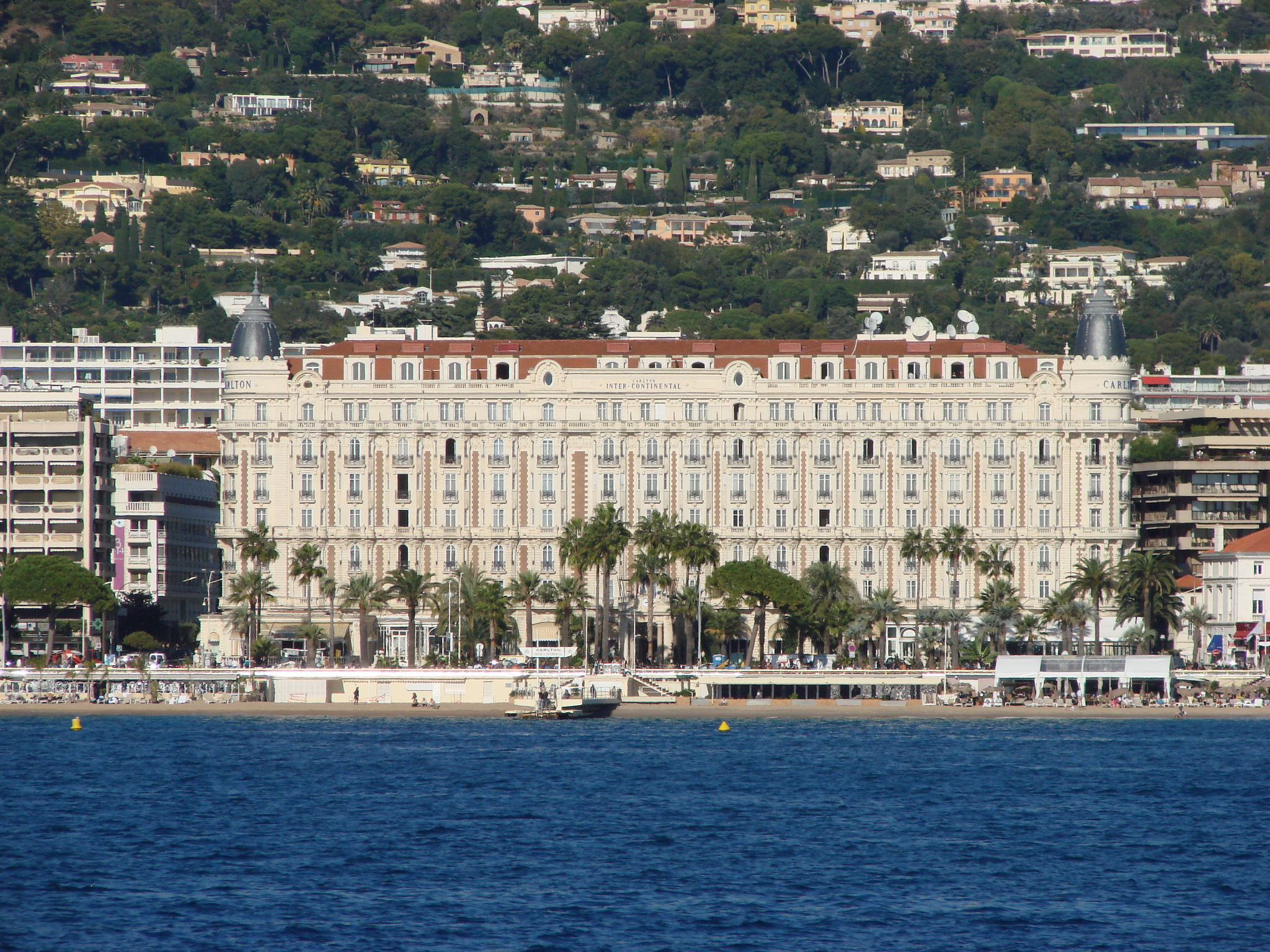
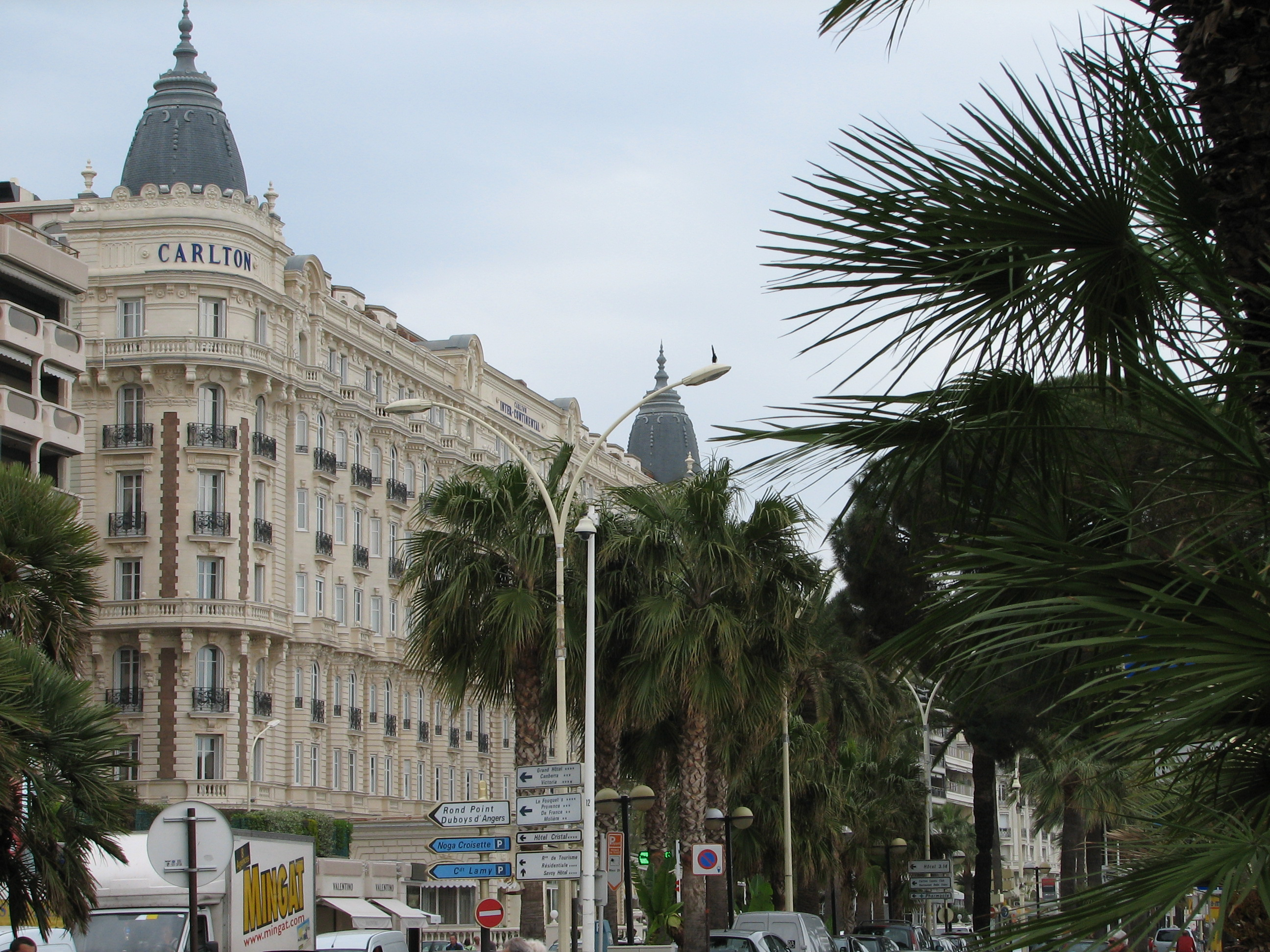
Hotel Carlton-InterContinental
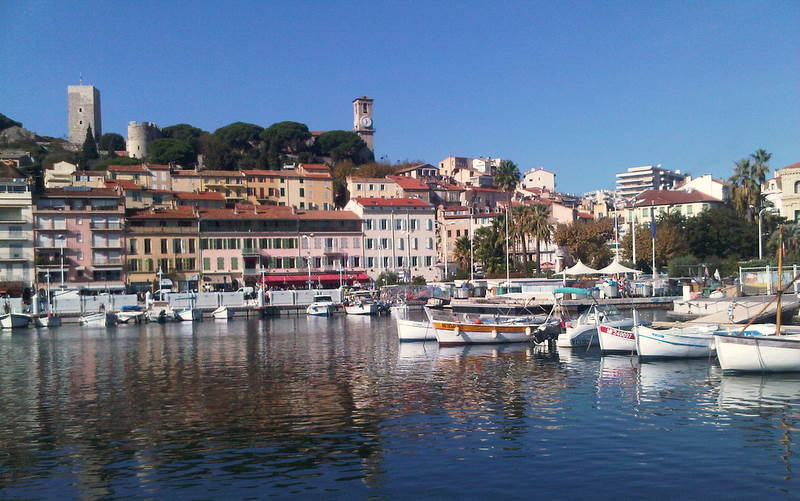
„Stary port”
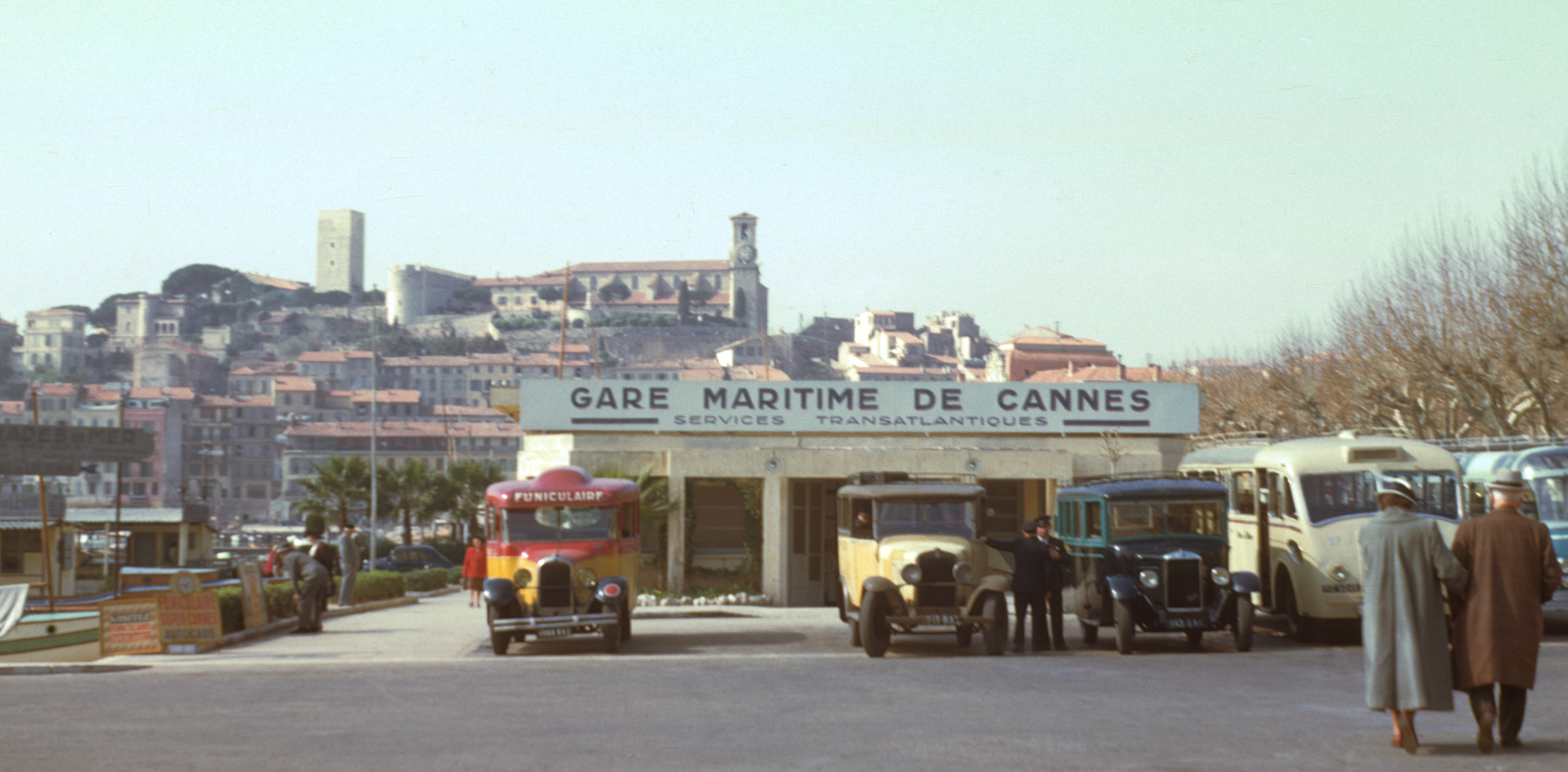
Cannes w latach 50. XX wieku